# Burgbernheim
Burgbernheim er en by i den mittelfrankiske Landkreis Neustadt an der Aisch-Bad Windsheim i den tyske delstat Bayern.
Den er hjemsted for Verwaltungsgemeinschaft Burgbernheim. Byen er en statsanerkendt rekreationsby.

## Geografi
Burgbernheim ligger ved foden af den østlige del af Frankenhöhe. Gennem Frankenhöhe løber det Europæiske vandskel mellem Donau og Rhinen.
I området ved landsbyen Schwebheim har floden Aisch, der løber mod Regnitz, Main, og Rhinen sit udspring. I Burgbernheim er også kildeområdet for floden Altmühl, der løber mod Donau. En anlagt kilde ligger ved bebyggelsen Erlach.

### Nabokommuner
Nabokommuner er (med uret, fra nord):
- Ergersheim
- Bad Windsheim
- Illesheim
- Marktbergel
- Windelsbach
- Gallmersgarten
- Ohrenbach

### Inddeling
Ud over Burgbernheim ligger i kommunen landsbyerne:
- Buchheim
- Pfaffenhofen
- Schwebheim